# Salinge
Salinge är en bebyggelse i Österunda socken i norra delen av Enköpings kommun, Uppland. Från 2023 avgränsr SCB här en småort som omfattar byarna Salinge, Sjöbo och Larsbo.